# Queen + Paul Rodgers
Queen + Paul Rodgers est le groupe constitué par Paul Rodgers et par les membres encore actifs de Queen, Brian May et Roger Taylor, pour continuer à travailler après la mort de Freddie Mercury. Depuis son décès en 1991, May, Taylor et John Deacon ont régulièrement confirmé ne jamais vouloir remplacer officiellement Mercury. Ainsi, Queen ne fait qu'inviter divers artistes pour des prestations exceptionnelles rendant hommage à Freddie Mercury, à l'exemple de George Michael dont la prestation à Wembley en 1992 donne naissance au mini-album Five Live. La place du chanteur est ainsi laissée vacante jusqu'en 2004, date à laquelle le groupe annonce son intention de tourner et écrire de nouvelles chansons avec Paul Rodgers.

## Historique

### Genèse de la nouvelle formation
À la fin de l’année 2004, Queen déclare avoir l’intention de se réunir pour tourner courant 2005 avec Paul Rodgers, fondateur et ancien chanteur des groupes Free et Bad Company. Il est précisé, y compris sur le site officiel de Brian May, que le groupe tournera sous le nom de Queen + Paul Rodgers, ne faisant donc pas de ce dernier le véritable remplaçant de Mercury. Deacon ne souhaitant pas participer au projet est remplacé par Danny Miranda de Blue Öyster Cult. Les autres membres du groupe constitué pour la tournée sont Spike Edney, guitariste et pianiste lors des concerts de Queen depuis 1984, et le guitariste additionnel Jamie Moses qui participe aux projets solo de May depuis le début des années 1990. La première tournée de Queen + Paul Rodgers débute en 2005. Il s'agit d'une tournée mondiale - qui fait par deux fois étape aux États-Unis.
Le 19 septembre 2005 sort un double CD de Queen + Paul Rodgers enregistré en concert en mai 2005 à Sheffield, Angleterre. Il s’intitule Return of the Champions et est suivi d’un DVD, quelques semaines plus tard.
En mars 2006, Queen + Paul Rodgers commence une tournée des États-Unis et du Canada. Si l’on omet les deux dates américaines de la précédente tournée, c’est le premier grand retour de Queen pour une tournée complète aux États-Unis depuis le Hot Space Tour en 1982.
Le 28 avril 2006, Queen + Paul Rodgers sort un second DVD live issu de leur collaboration, Super Live in Japan. Le spectacle est enregistré à la Saitama Super Arena le 27 octobre 2005, lors de l’une des six soirées japonaises de la tournée mondiale.
Le 25 mai 2006, Queen, Judas Priest, Def Leppard et Kiss sont les premiers à entrer au tout nouveau VH1 Rock Honors de Las Vegas. À cette occasion, les Foo Fighters reprennent Tie Your Mother Down en hommage au groupe, May et Taylor se joignant à eux vers la moitié du morceau. Ensuite, Queen + Paul Rodgers joue The Show Must Go On, We Will Rock You (avec Dave Grohl et Taylor Hawkins des Foo Fighters à la batterie) et enfin We Are the Champions.

### 2008, nouvel album studio
Le 15 août 2006, Brian May confirme, par le biais de son site internet, que Queen + Paul Rodgers va commencer à travailler sur un nouvel album studio à compter du mois d’octobre. Le lieu choisi pour cet enregistrement est gardé secret. Le 18 mars 2008, Queen et Paul Rodgers annoncent un album, The Cosmos Rocks, pour le 15 septembre 2008 , suivi d'une tournée européenne, le Rock The Cosmos Tour.
The Cosmos Rocks sera le premier album réunissant des membres actifs de Queen autour de chansons totalement nouvelles depuis le décès de Freddie Mercury.

### 2009, séparation
Début mai 2009, Paul Rodgers annonce officiellement que la formation Queen + Paul Rodgers n'existe plus. Dans une interview, il précise que la formation n'avait pas pour but de durer indéfiniment et que, bien qu'ayant passé des moments formidables avec Brian May et Roger Taylor, il préfère poursuivre sa route avec la reformation de son ancien groupe, Bad Company.